# Rodin – Myslitel
Rodin – Myslitel (anglicky: Rodin – The Thinker) je piktorialistická fotografie, kterou vytvořil americký fotograf Edward Steichen v roce 1902. Zobrazuje slavného francouzského sochaře Augusta Rodina ve svém ateliéru, stojícího před jeho slavnou sochou Myslitele, s jeho dalším výtvorem, Památníkem Victora Huga, jako pozadí.

## Historie a popis
Steichen, tehdy velmi mladý fotograf, se v roce 1901 v Paříži setkal s Rodinem v jeho ateliéru a představil mu své vlastní práce. Rodin byl pozitivně ohromen a souhlasil, že bude pro Steichena pózovat. Americkému fotografovi trvalo jeden rok, než se rozhodl, jak Rodina ztvární ve svém ateliéru. Nakonec se Steichen rozhodl znázornit Rodina, sedícího nalevo, hledícího na svůj nejuznávanější výtvor, Myslitel, z bronzu, vpravo. Steichen jako pozadí ukazuje Rodinovo nejnovější dílo, Památník Victora Huga, v bílém mramoru. Steichen měl problém zachytit aktuální obraz v jediném negativu, a tak pořídil dva, jeden představující Rodina před Myslitelem a druhý zobrazující jeho pomník Victora Huga, a později je spojil do konečného produktu. Steichen o své fotografii řekl: "Je to pravděpodobně více obrázek pro Rodina než Rodina, protože koneckonců spojuje genialitu člověka s tím, co vyjadřuje jeho dílo."
Fotografie je považována za jednu z nejlepších, kterou Steichen vytvořil s použitím bichromátu gumy a dosahuje velmi malířské kvality. Web Metropolitního muzea umění uvádí: „Fotografie zobrazuje sochaře v symbiotickém vztahu k jeho dílu. Potlačením textury mramoru a bronzu a tím zdůrazněním přítomnosti soch jako živých bytostí dokázal Steichen zobrazit umělce v hrdinském světě jeho výtvorů. Rodin, postavený v reliéfu proti svému dílu, jako by v Mysliteli kontemploval své vlastní alter ego, zatímco zářivá postava Victora Huga naznačuje poetickou inspiraci jako zdroj jeho kreativity.“

## Veřejné sbírky
Tisky této fotografie jsou v několika veřejných sbírkách, včetně Metropolitní muzeum umění v New Yorku, Muzeum umění ve Filadelfii, Muzeum výtvarného umění, v Bostonu, Institut umění v Chicagu, Clevelandské muzeum umění, Muzeum umění Houston v Houstonu, Muzeum J. Paula Gettyho v Los Angeles a Kanadská národní galerie v Ottawě.